# 张蕴和
张蕴和（1872年—1940年3月17日），名葆元，字蕴和，笔名默，上海松江人，曾任《申报》总主笔。
张蕴和早年中秀才，其后入读江阴南菁书院、京师大学堂。后曾前往日本考察教育。1912年任《政论报》编辑，后又任《申报》编辑。他曾长期担任《申报》副总主笔，与总主笔陈景韩并称“松江两支笔”。1930年升任总主笔，1937年上海沦陷后《申报》停刊。翌年借美商哥伦比亚公司之名复刊后，美国人阿乐满出任总主笔，张蕴和又复任副总主笔。1940年去世。